# Hovgaard Ø
Hovgaard Ø („Hovgaard-Insel“) ist eine grönländische Insel im Nordost-Grönland-Nationalpark.

## Geographie
Die Insel liegt in der Grönlandsee und ist durch den rund 10 km breiten Dijmphna Sund von der westlich gelegenen Region Skallingen im südlichen Kronprins Christian Land getrennt. Dieser verläuft nordwärts und dann nach Nordosten, wo er Hovgaard Ø von der kleineren Nebeninsel Lynn Ø abtrennt. Anschließend verläuft er weiter nach Osten, wo er Hovgaard Ø von der Halbinsel Holm Land abtrennt. Im Süden verläuft der vollkommen vergletscherte Nioghalvfjerdsfjorden, der die Insel von Lambert Land im Süden abtrennt. Die schwimmende Gletscherzunge des Fjordgletschers reicht bis an die Südwestküste der Insel heran und dringt mit dem Spaltegletscher bis in den Dijmphna Sund vor. Dagegen ist das Meer vor der Nordostspitze von Hovgaard Ø meist eisfrei. Hier beginnt das Nordostwasser, eine regelmäßig auftretende Polynja, die bis Nordostrundingen reicht. Der größte Teil der Insel ist von einer Eiskappe bedeckt, besonders im Südwesten gibt es aber auch größere eisfreie Gebiete. Im Westen befinden sich die Gustav Thostrup Bjerge, im Südwesten die Adolf Jensen Bjerge und im Südosten die Anna Bistrup Fjelde. Hovgaard Ø ist in Südwest-Nordost-Richtung etwa 65 km lang und in die anderen Richtung knapp 45 km breit.

## Geschichte
Die Insel wurde während der Danmark-Expedition unter Ludvig Mylius-Erichsen von 1906 bis 1908 nach dem dänischen Marineoffizier Andreas Peter Hovgaard benannt, der 1882/83 eine Forschungsexpedition in die russische Karasee mit dem Dampfschiff Dijmphna leitete. Die Nordwestküste der Insel wurde 1907 von Alfred Wegener und Gustav Thostrup erforscht, die dabei Lynn Ø entdeckten und benannten. 1910 kämpften Ejnar Mikkelsen und Iver Iversen (1884–1968), zwei Teilnehmer an der dänischen Alabama-Expedition auf der Insel gegen den drohenden Hungertod. Mikkelsen schrieb über die unwirtliche Insel: „… und der Name der Hovgaard-Insel wird uns für allezeit der Inbegriff von Hunger, Mangel, Kälte und Sorge sein.“